# دریای باروری

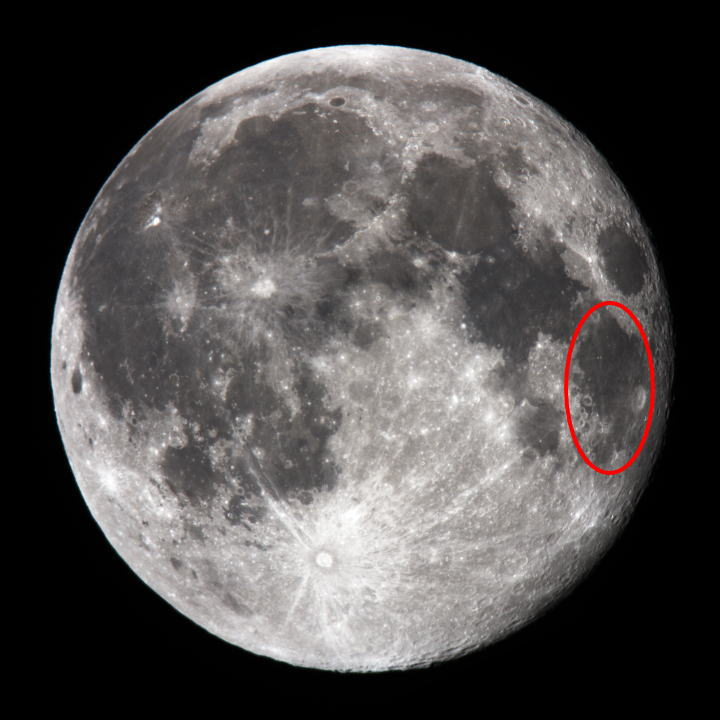
محل دریای باروری در کرهٔ ماه.

دریای باروَری (Mare Fecunditatis) یکی از دریاوارهای کره ماه است.
قطر این دریاوار ۹۰۹ کیلومتر است.
حوضهٔ باروری در ماه در دور پیشاشهدی شکل گرفته ولی مواد این حوضه که در پیرامون این دریاوار دیده می‌شود مربوط به دور شهدی است.
مواد خود دریاوار مربوط به دور رگباری بالا هستند و نسبت به مواد دریای بحران‌ها و دریای آسایش ضخیم‌تر است.
حوضهٔ باروری در لبهٔ غربی خود با حوضهٔ شهدی هم‌مرز است. در مرز این دو، منطقه‌ای گسلی وجود دارد که فروزمین‌های (نوعی دره‌های نشستی) کمانی‌شکلی آن را تشکیل داده‌اند.
در لبهٔ شرقی حوضهٔ باروری دهانه‌ای برخوردی به نام دهانه لانگرنوس قرار گرفته‌است.
در نزدیکی مرکز حوضه، دهانه‌های جالب مسیه اِی و بی واقع شده‌اند.
خلیج کامیابی در لبهٔ شرقی این دریاوار واقع شده‌است.

## نگارخانه

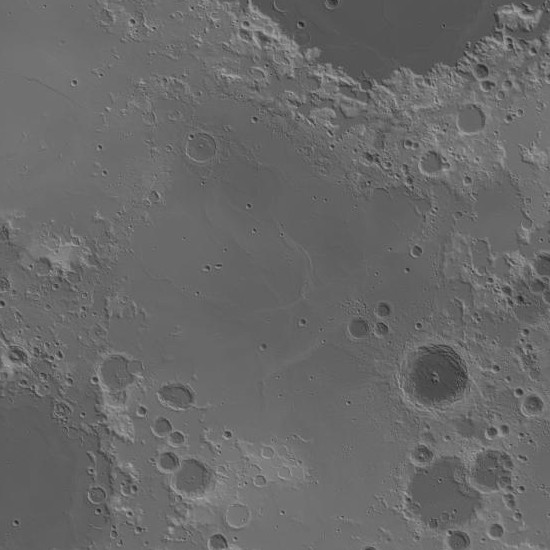
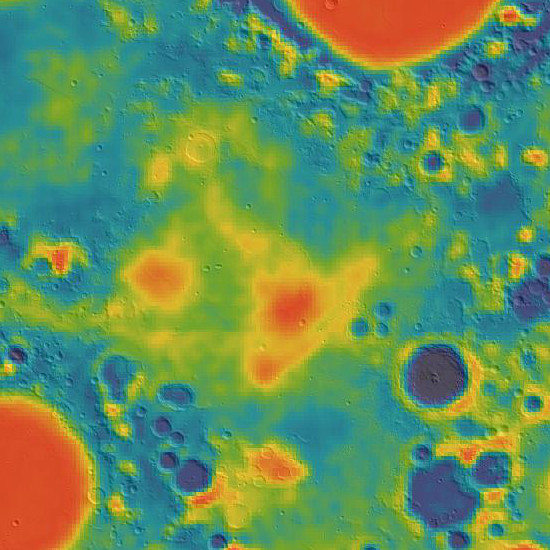